# Тоано
Тоано (італ. Toano) — муніципалітет в Італії, у регіоні Емілія-Романья,  провінція Реджо-Емілія.
Тоано розташоване на відстані близько 320 км на північний захід від Рима, 65 км на захід від Болоньї, 36 км на південь від Реджо-нелль'Емілії.
Населення — 4458 осіб (2014).
Щорічний фестиваль відбувається 3 лютого. Покровитель — святий Власій.

## Демографія
Населення за роками:

Станом на 1 січня 2023 року в муніципалітеті офіційно проживало 480 іноземців з 38 країн, серед них 99 громадян країн Євросоюзу та 19 громадян України.

## Сусідні муніципалітети
- Баїзо
- Карпінеті
- Фрассіноро
- Монтефйорино
- Палагано
- Приньяно-сулла-Секкія
- Вілла-Міноццо